# Malletvinger

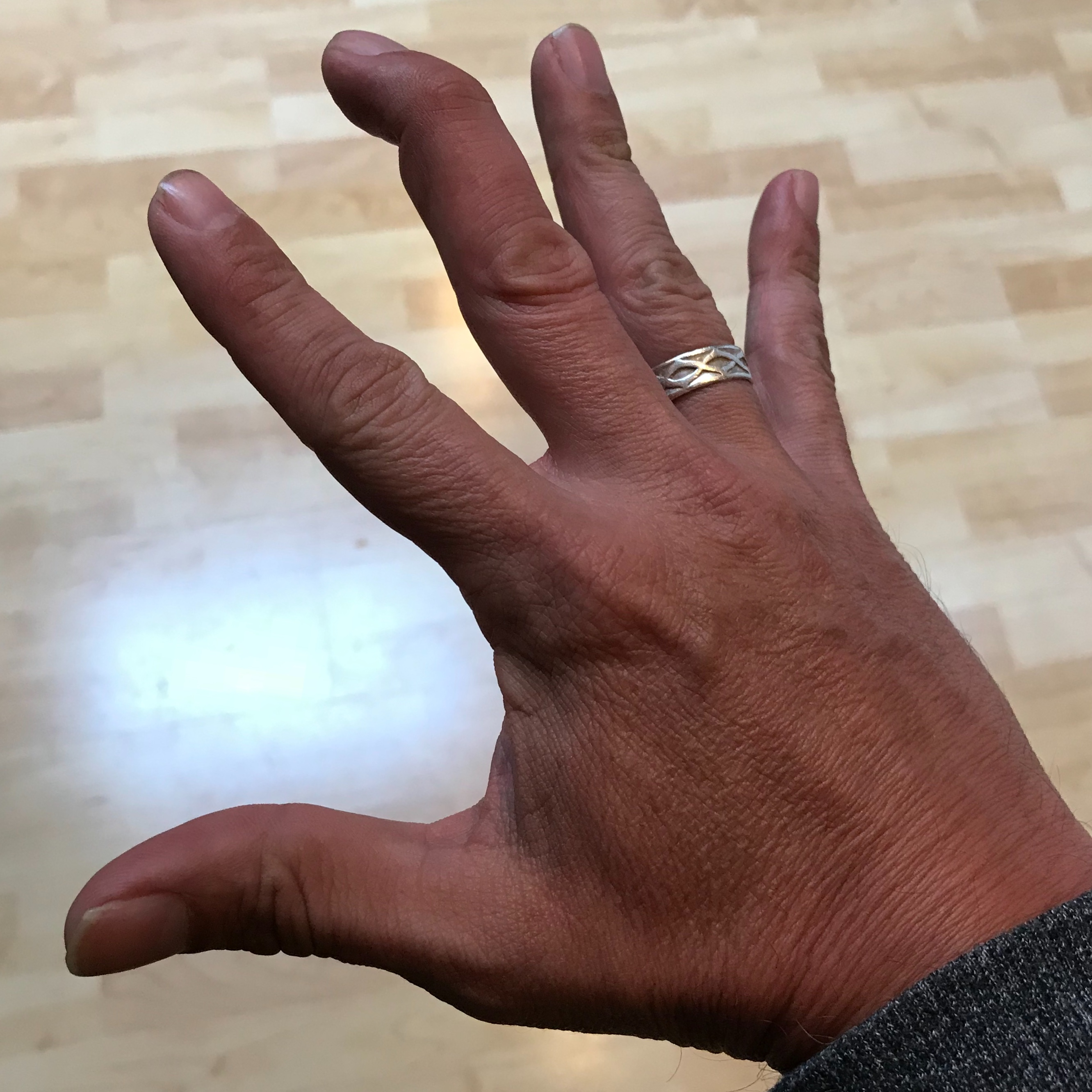
Een mallet-middelvinger

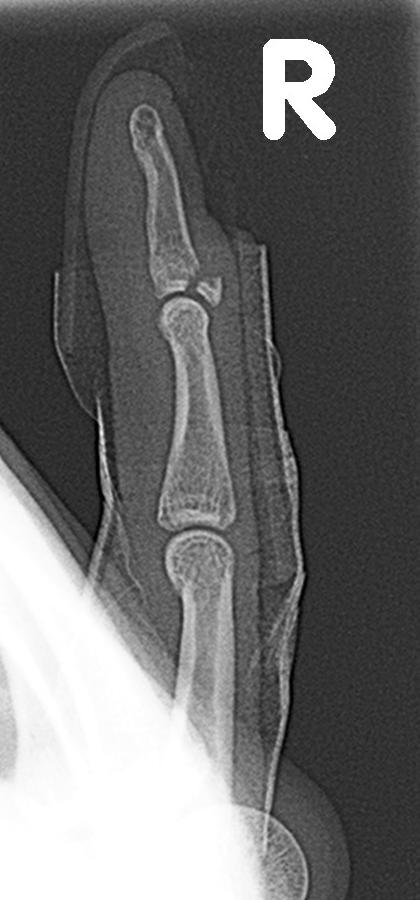
Zijdelingse röntgenfoto van een gespalkte malletvinger. Er is een avulsiefractuur aanwezig aan het distale vingerkootje, aan de dorsale kant (de kant van de handrug).

Een malletvinger is een aandoening van een vinger waarbij de vingertop niet gestrekt kan worden. Dit wordt veroorzaakt door een afgescheurde of afgesneden strekpees. "Mallet" is in het Engels een houten hamer. Een malletvinger kan gepaard gaan met een avulsiefractuur.

## Oorzaken
Een malletvinger ontstaat doorgaans door een grote kracht op de top van de vinger, bijvoorbeeld bij een val of bij het vangen van een bal. Het is een typische sportblessure, maar kan ook ontstaan in het huishouden (stoten van de vinger bij bedden opmaken). Ook kan een malletvinger ontstaan door het doorsnijden van de pees.

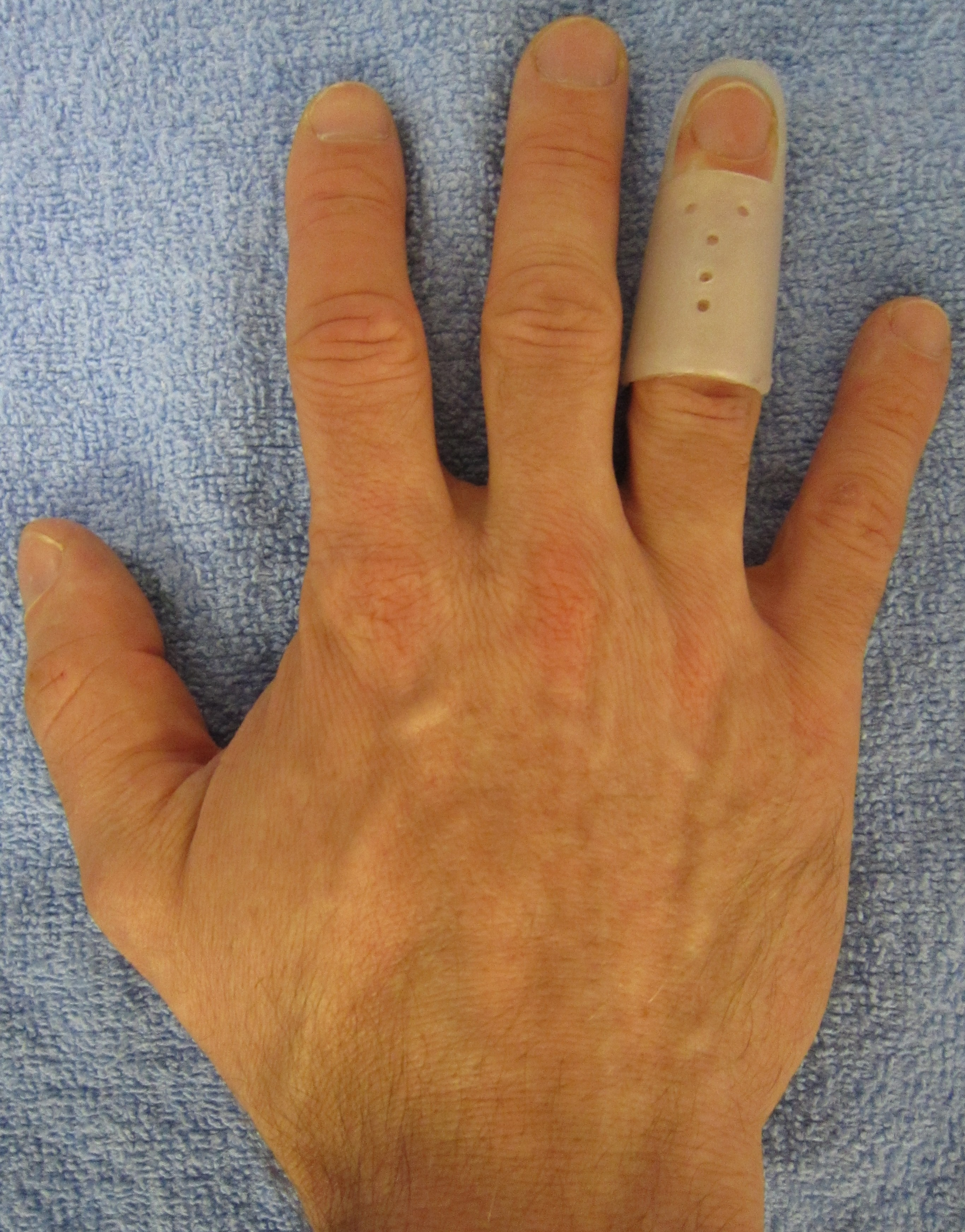
Een gespalkte malletvinger

## Behandeling
Een malletvinger wordt behandeld door de vinger in gestrekte stand te spalken. Daarbij wordt het middelste gewricht van de vinger vrij gelaten. Na 3 tot 4 maanden groeit de pees vanzelf weer vast. De vinger mag in die tijd echter volstrekt niet gebogen worden, anders kan alle moeite voor niets zijn geweest. Er wordt geadviseerd om na deze periode het spalkje nog enkele weken alleen 's nachts te dragen.
Behandeling met een spalkje kan het best zo snel mogelijk gestart worden, maar ook aanzienlijke tijd na het letsel (3-6 maanden) kan het nog geprobeerd worden. Operatieve behandeling wordt in ongecompliceerde gevallen afgeraden omdat het meestal weinig helpt en vanwege een aanzienlijk complicatierisico.